# Савостьяново (Рязанская область)
Савостьяново — село в России, расположено в Касимовском районе Рязанской области. Является административным центром Савостьяновского сельского поселения.

## Географическое положение
Савостьяново расположено примерно в 21 км к северо-востоку от центра города Касимова на левом берегу небольшой речки Писарь. На юге граничит с деревней Алферьево.

## История
Село Савостьяново впервые упоминается в XVIII веке. 
В XIX - начале XX в. село  входило в состав Елатомского уезда Тамбовской губернии. В 1862 году село имело 76 дворов при численности населения 297 человек.

## Население
| 1862 | 2010 |
| ---- | ---- |
| 297  | ↘40  |

## Транспорт и связь
Село расположено на автомобильной дороге Касимов - Елатьма и имеет регулярное автобусное сообщение с районным центром. 
В Савостьяново имеется одноимённое сельское отделение почтовой связи (индекс 391355).